# Cobelligérance

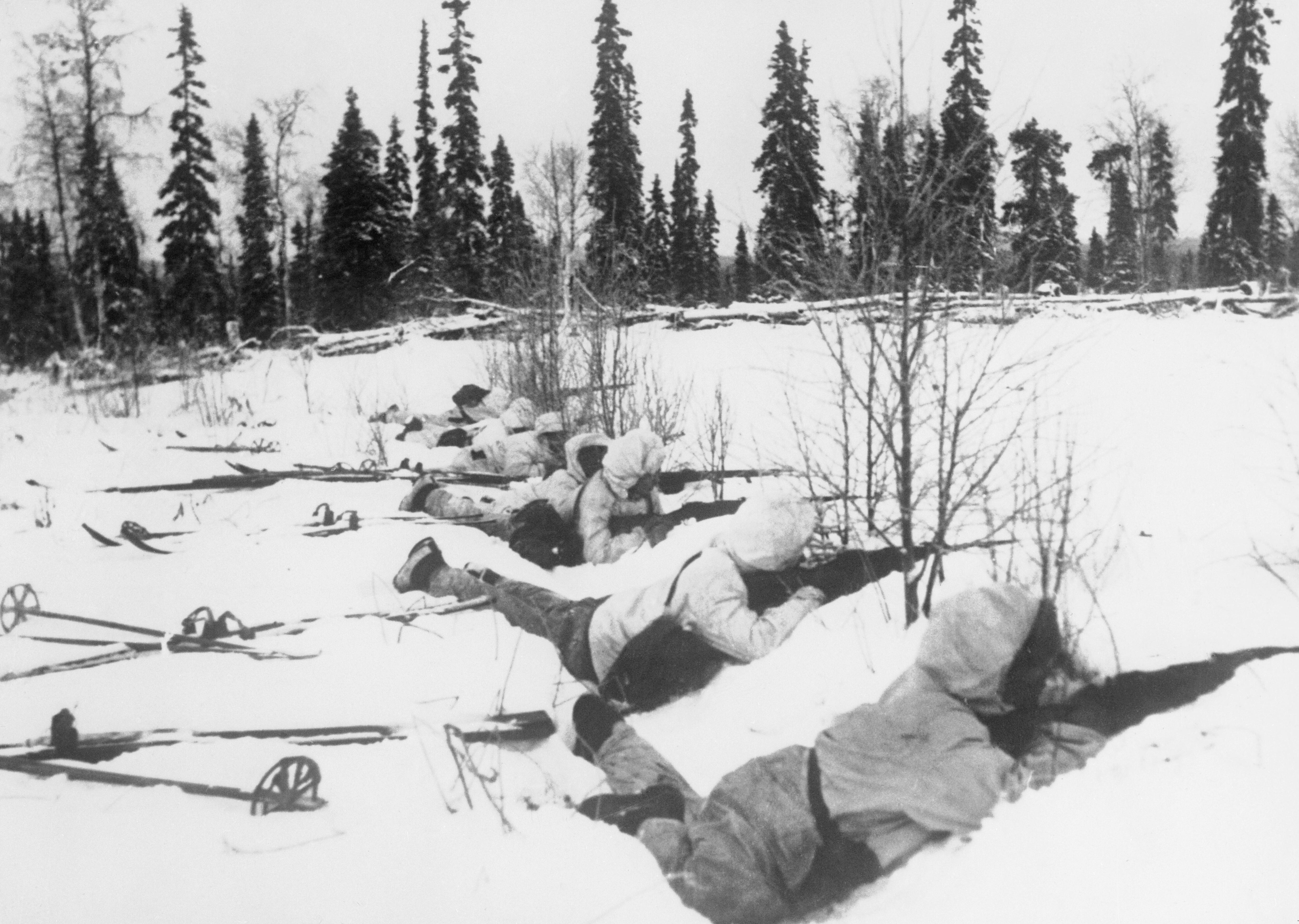
La guerre en Finlande, 1940.

La cobelligérance est la poursuite, par plusieurs parties prenantes, d'une guerre contre un ennemi commun, en coopération mais sans traité formel d'alliance militaire.
Les cobelligérants peuvent se soutenir matériellement, coordonner leurs opérations et échanger des renseignements militaires. Les cobelligérants peuvent avoir des objectifs de guerre très différents et différer quelque peu aux plans culturel, religieux ou idéologique. Une alliance suppose une plus grande proximité entre les parties prenantes.

## Exemples

### L'Union soviétique et l'Allemagne nazie en Pologne
Aux termes du pacte Molotov-Ribbentrop que signent en 1939 l'Allemagne de Hitler et l'Union soviétique de Staline, les deux pays ne font pas alliance mais ils se promettent mutuellement neutralité. La Pologne est envahie en septembre 1939, d'est en ouest par l'Union soviétique, et d'ouest en est par l'Allemagne nazie, et les deux armées s'arrêtent face à face, partitionnant de fait la Pologne et, plus largement, l’Europe de l'Est.

### La Finlande et l’Allemagne nazie durant la Seconde Guerre mondiale
Finlande et Allemagne nazie ont  l’Union soviétique comme ennemi commun dans la guerre de Continuation de 1941 à 1944. Cette guerre était une suite de la guerre d'Hiver (défensive face à l’agression soviétique) et la conséquence directe de l’attaque de l’Allemagne contre l’Union soviétique, l’opération Barbarossa. 
Alors que les Alliés considérèrent la Finlande comme l’une des puissances de l'Axe, la Finlande ne signa jamais le pacte tripartite germano-italiano-japonais de septembre 1940. Les Alliés, de leur côté, soulignaient le fait que la Finlande, comme le Japon et l’Italie et un certain nombre d'autres pays, comme l’Espagne neutre, faisait partie du pacte anti-Komintern, initié par Hitler.
Une certaine sympathie subsistait parmi les Alliés occidentaux pour la Finlande. Elle datait du début du siècle avec la russification de la Finlande, s’était prolongée durant la guerre civile finlandaise et la coopération finlandaise avec des interventions franco-britanniques dans la guerre civile russe et s’était encore développée au cours de la guerre d'Hiver. Cette sympathie peut avoir contribué à une attitude envers la Finlande, plus conciliante de la part des Alliés que dans le cas de la Hongrie (restée ennemie des Alliés jusqu’à mai 1945), de la Roumanie (qui ne les avait rejoints qu’en août 1944) ou même de la Pologne (pourtant Alliée du début à la fin de la guerre). Cette mansuétude pourrait aussi s’expliquer par le fait que la Finlande ne figure sur aucun document de partage de l’Europe en zones d’influence entre les Alliés occidentaux et l’Union soviétique mais surtout par le fait qu’elle a, durant toute la guerre, préservé sa démocratie et évité de persécuter ses citoyens juifs en dépit des insistances nazies.
Adolf Hitler déclara en 1939 que l'Allemagne était im Bunde (dans la même ligue) avec les Finlandais, mais le gouvernement finlandais déclara son intention de rester un pays non-belligérant, puis simplement cobelligérant, après que les Soviétiques eurent commencé à bombarder les villes finlandaises dans tout le pays. Toutefois :
1. en minant le golfe de Finlande avec la Kriegsmarine, la marine finlandaise contribua à bloquer la flotte soviétique de Leningrad, ce qui transforma la mer Baltique et le golfe de Botnie en eaux sécurisées pour les Allemands et pour les routes commerciales de la Finlande essentielles pour la nourriture et le carburant.
2. l’Allemagne fut autorisée à recruter un bataillon des volontaires finlandais de la Waffen-SS, qui servit sous commandement allemand direct dans des opérations loin de la frontière finno-soviétique (la Waffen-SS recruta également en Suède et en Espagne, autres pays non-belligérants, ainsi que dans la France de Vichy, officiellement neutre mais en fait cobelligérante avec l’Allemagne)[1]
3. la première offensive finlandaise fut coordonnée avec l’opération Barbarossa (voir guerre de Continuation) pour les détails et les préparatifs préalables à l’offensive.
4. la libération par l’armée finlandaise de l’isthme de Carélie (territoire finlandais occupé puis annexé par l’Union soviétique à l’issue de la guerre d'Hiver), et dans une moindre mesure l’occupation de la Carélie orientale, contribuèrent au blocus et au siège de Leningrad. La Finlande accueillit, approvisionna et participa à la flottille du lac Ladoga, qui visait à empêcher la jonction des forces soviétiques avec les défenseurs de la ville.
5. un corps d’armée allemand entra en Union soviétique depuis la Laponie finlandaise, et les unités de l’armée de terre et des forces aériennes allemandes épaulèrent l’armée finlandaise durant les batailles décisives de 1944 dans l’isthme de Carélie. Plusieurs opérations germano-finlandaises conjointes eurent lieu sur le front finlandais. L’armée finlandaise occupa un territoire soviétique s’étendant jusqu’au lac Onega et les troupes finlandaises traversèrent même la rivière Svir pour une éventuelle liaison avec les troupes allemandes.
6. le Royaume-Uni déclara la guerre à la Finlande le 6 décembre 1941.
7. l’Allemagne fournit à la Finlande des équipements militaires de toutes sortes allant des armes, des uniformes et des casques aux canons et chars d’assaut. La Finlande livra en échange des ressources rares, comme du nickel.
8. la Finlande extrada également des ressortissants étrangers réclamés par l'Allemagne, dont 8 Juifs allemands (sur les ordres du chef de la police d’État Arno Anthoni : en 2000, le Premier ministre finlandais Paavo Lipponen fit des excuses officielles pour leur déportation), 76 réfugiés politiques et 2600 à 2800 prisonniers de guerre soviétiques, en échange de 2100 prisonniers de guerre également soviétiques, mais de souche finno-carélienne, détenus en Allemagne. Certains des extradés avaient eu la nationalité finlandaise, mais étant communistes, ils avaient déménagé en Union soviétique avant la guerre et étaient devenus citoyens soviétiques.
9. les Juifs finlandais ne subirent pas de discrimination, et un certain nombre d'entre eux servirent dans l'armée finlandaise (204 au cours de la guerre d'Hiver et environ 300 au cours de la guerre de Continuation). Lorsque Heinrich Himmler essaya de persuader les dirigeants finlandais de déporter les Juifs finlandais vers les camps de concentration nazis, le maréchal Carl Gustaf Emil Mannerheim lui aurait répondu : « Tant que les Juifs servent dans mon armée, je ne vais pas permettre leur expulsion ». Yad Vashem a enregistré que 22 Juifs finlandais sont morts au front, tous combattant dans l’armée finlandaise. Paradoxalement, deux officiers juifs de l’armée finlandaise et une femme membre de Lotta Svärd reçurent la Croix de fer allemande, mais ils ne l’acceptèrent pas.

### Les Alliés comme co-belligérants avec les anciens ennemis
Le terme a été utilisé également entre 1943 et 1945, au cours des dernières étapes de la Seconde Guerre mondiale, pour définir le statut des anciens États satellites et alliés de l'Allemagne (principalement Italie à partir de 1943 (Armistice de Cassibile) mais aussi à partir de 1944 la Bulgarie, Roumanie et Finlande, après qu’ils eurent rejoint les Alliés contre l’Allemagne.